# L'ora che uccide (film 1936)
L'ora che uccide (Charlie Chan's Secret) è un  film del 1936 diretto da Gordon Wiles.
Fa parte della serie di Charlie Chan.

## Trama
In seguito al naufragio del Nestor nelle Hawaii, Charlie è incaricato dalla sua vecchia amica Henrietta Lowell delle ricerche di suo nipote, il disperso Allen Colby, in procinto di riavvicinarsi alla sua famiglia dopo ben 7 anni di assenza; alcuni pescatori ripescano un corpo che però non è quello di Allen Colby che è dunque l'unico che manca all'appello dei trenta dei naufraghi. Chan ritrova però i documenti di Colby e scopre che durante il viaggio aveva già sventato due attentati.
Chan si sposta a San Francisco, residenza della famiglia Colby dove incontra i suoi parenti e gli comunica che secondo lui è ancora in vita ma in pericolo. Charlie partecipa ad una serata spiritica alla presenza del professor Bowen e della medium Carlotta, durante la quale compare il corpo senza vita di Allen Colby, accoltellato alla schiena.  Allen era contrario ai riti medianici, ed una sua eventuale ricomparsa in scena avrebbe privato gli altri membri della famiglia di ingenti somme di denaro per finanziare le ricerche medianiche; le autorità sospettano dunque di tutti. Charlie scopre che la stanza degli esperimenti è stata attrezzata con altoparlanti per diffondere musica e suoni durante la seduta, e una misteriosa lampada a raggi ultravioletti nascosta dietro uno specchio.
Ora i sospetti pesano sul professore e sulla medium, e mentre Henrietta dice di voler cambiare il testamento, qualcuno tenta di ucciderla con un colpo di pistola, ma Charlie la salva. Guardandosi intorno, Charlie scopre un passaggio segreto che dalla sala degli esperimenti conduce fuori di Villa Colby.
Morton arresta Carlotta e ricerca il professor Alfred Bowen, ma Charlie non è convinto di questa soluzione, così durante la serata fa credere a tutti che Henrietta Lowell è stata uccisa con un colpo d'arma da fuoco mentre si dilettava con l'alfabeto medianico. In realtà, temendo l'attentato Charlie aveva posizionato un manichino sulla sedia della signora Henrietta. Studiando la traiettoria del colpo, ritrova l'arma collegata alle campane di un orologio.
Viene rintracciato Bowen, e Charlie decide di ricreare la stessa situazione della sera della seduta medianica: durante la seduta, l'apparizione di Henrietta fa uscire allo scoperto l'assassino: si tratta di Fred Gage, genero di Henrietta, che intendeva nascondere una truffa nei conti di famiglia.